# Комплексная национальная инициатива по кибербезопасности
Комплексная национальная инициатива по кибербезопасности (англ. Comprehensive National Cybersecurity Initiative, CNCI) — национальная доктрина кибербезопасности США, утверждённая президентом Джорджем Бушем-младшим в Президентской директиве национальной безопасности 54/Президентской директиве внутренней безопасности 23 (NSPD-54/HSPD-23) в январе 2008 года. В ней излагаются цели США в области кибербезопасности и назначаются ведомства, ответственные за её исполнение, включая Министерство внутренней безопасности, Управление администрирования и бюджета и Агентство национальной безопасности (АНБ).
Сам факт наличия доктрины в 2008 году был засекречен, и слухи о ней пресекались правительственными кругами. Однако в марте 2010 года администрация Обамы рассекретила некоторые материалы, связанные с доктриной.
Согласно пресс-релизу, выложенному на официальном сайте Белого дома, в рамках доктрины выделяются следующие 12 направлений («инициатив»):
1. Управление Федеральной компьютерной сетью предприятий через Национальную систему доверенного соединения с Интернетом (англ. Trusted Internet Connections)
2. Развертывание Национальной системы обнаружения вторжений
3. Развертывание систем предотвращения вторжений в сети федеральных органов исполнительной власти
4. Координация и переориентация исследований и разработок (R&D) в сфере компьютерной безопасности
5. Повышение ситуационной осведомленности действующих центров компьютерной безопасности
6. Разработка и реализация плана кибернетической контрразведки на уровне правительства
7. Повышение уровня безопасности компьютерных сетей, используемых для работы с секретными данными
8. Развертывание образовательных программ по компьютерной безопасности
9. Разработка плана мероприятий для осуществления «скачка вперёд» в сфере стратегий, технологий и программ компьютерной безопасности
10. Разработка надёжных стратегий и программ сдерживания в сфере компьютерной безопасности
11. Разработка комплексного подхода для глобального управления рисками поставок
12. Определение роли федерального правительства в повышении уровня компьютерной безопасности в критических отраслях инфраструктуры.

6 января 2011 года АНБ в соответствии с доктриной начало строить первый дата-центр как элемент национальной инфраструктуры кибербезопасности. Этот дата-центр, также известный как дата-центр АНБ (штат Юта), стоимостью $ 1,5 млрд, находится в учебном центре национальной гвардии Уильямс.